# IEEE 802.11r
IEEE 802.11r ist eine Erweiterung des WLAN-Standards IEEE 802.11. Es erlaubt Clients, in einem WLAN von einem WLAN Access Point zum nächsten zu wechseln, ohne Netzwerkverbindungen unterbrechen zu müssen.
Die Erweiterung wurde 2008 verabschiedet und ersetzt die Erweiterung IEEE 802.11f. Die Erweiterung IEEE 802.11r wurde später in den Standard IEEE 802.11-2012 aufgenommen.

## Fast Basic Service Set (BSS) Transition
In der Spezifikation wird die Erweiterung als Fast Basic Service Set (BSS) Transition benannt. IEEE 802.11k und IEEE 802.11r sind Standards, die nahtlose Wechsel zwischen WLAN-Zellen ermöglichen sollen (Seamless Roaming). IEEE 802.11r regelt das schnelle Umschalten auf einen anderen WLAN Access Point.
Die Spezifikation regelt den schnellen Wechsel (Handover) zwischen WLAN-Funkzellen des gleichen WLAN-Netzwerks (SSID). Dazu wurde das Anmeldeverfahren des Clients an einem WLAN Access Point erweitert. Eine Anmeldung an einen neuen WLAN Access Point kann schon erfolgen, solange der Client noch mit einem anderen WLAN Access Point verbunden ist. Der Client kann so ein Umschalten auf einen neuen WLAN Access Point vorbereiten. Im Fall eines Wechsels auf den neuen WLAN Access Point ist der Client bei diesem bereits angemeldet und setzt den Datenaustausch nahtlos mit dem neuen WLAN Access Point fort.